# ارتفاع‌سنج راداری

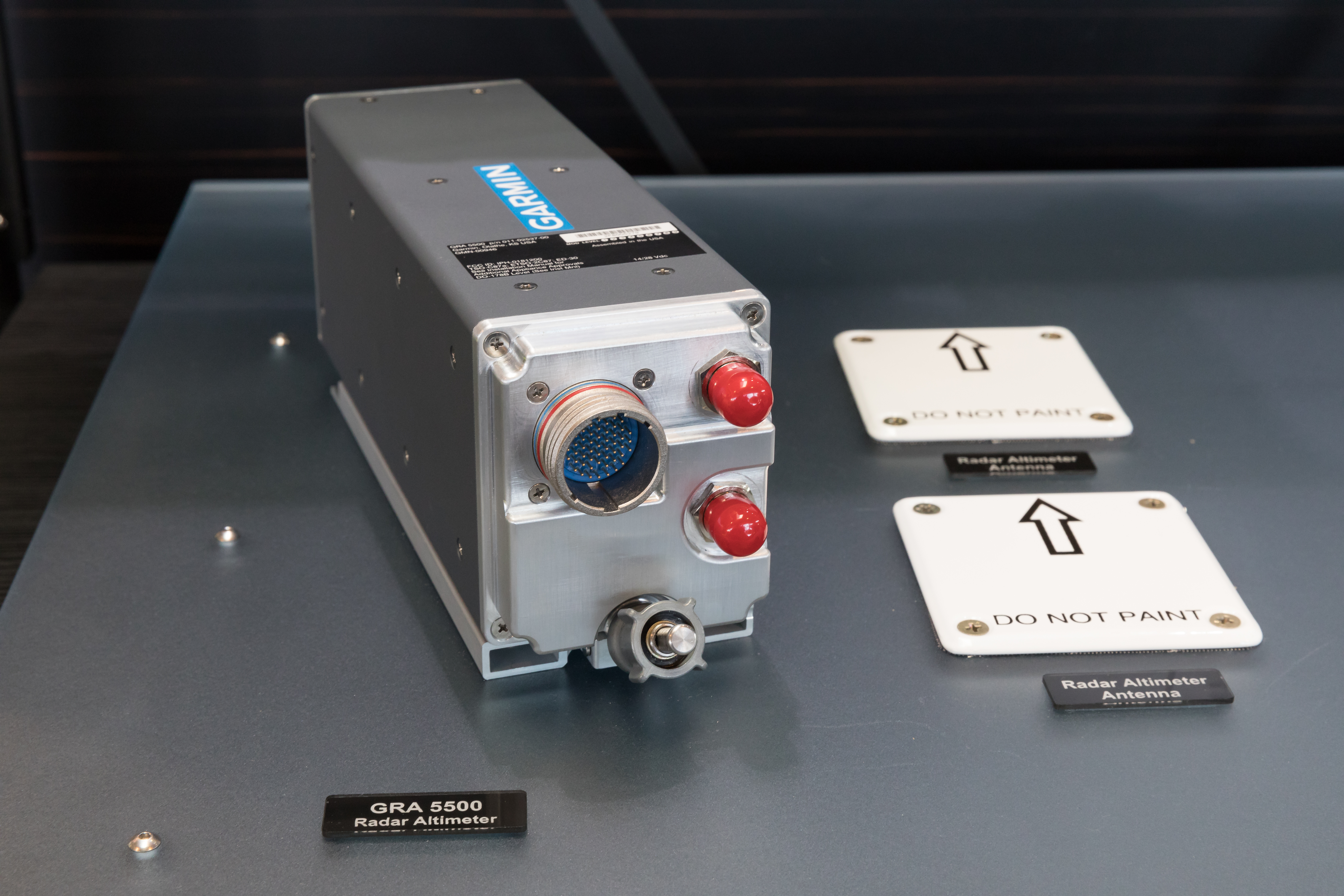
نمایی از یک‌نوع ارتفاع‌سنج راداری (رادیویی) در سال ۲۰۱۸

ارتفاع‌سنج راداری (نام‌های دیگر: ارتفاع‌سنج الکترونیکی، ارتفاع‌سنج بازتابی، ارتفاع‌سنج رادیویی) ابزاری است در هواگرد یا فضاپیما که ارتفاع هواگرد یا فضاپیما را تا ناهمواری‌های زمین نشان می‌دهد. این نوع ارتفاع‌سنج فاصلهٔ میان آنتن هواگرد یا فضاپیما تا سطح زمین زیر آن را نشان می‌دهد که از این لحاظ با ارتفاع‌سنج بارومتریک تفاوت دارد، زیرا ارتفاع‌سنج بارومتریک ارتفاع هواگرد تا داده‌ای معین شده که معمولاً میانگین سطح آب‌های آزاد است را نشان می‌دهد. بر اساس زمان بازتاب اشعه خروجی از هواپیما از سطح زمین، فاصله هواپیما تا سطح زمین بدست می‌آید.